# Facile Harbour
Facile Harbour ist ein Naturhafen auf der Insel Resolution Island in der Region Southland auf der Südinsel von Neuseeland.

## Geographie
Der Facile Harbour befindet sich an der Südwestseite der Insel Resolution Island, rund 4 km östlich von der Five Fingers Peninsula und rund 500 m nordöstlich der Insel Pigeon Island. Der im rechten Winkel nach Osten abknickende Naturhafen besitzt eine Länge von 1,5 km und misst an seiner breitesten Stelle rund 510 m. Der Hafeneingang wird beidseitig von zwei kleinen Inseln flankiert und ist 387 m breit. Die Küstenlänge des Gewässers erstreckt sich über rund 3,8 km und wird nur durch einige wenige Streams (Bäche) gespeist. Der Naturhafen mündet in den nördlichen Teil des Tamatea / Dusky Sound.
Der im unbewohnten Gebiete liegende Naturhafen gehört zum Fiordland National Park und administrativ zum Southland District der Region Southland.

## Endeavour Settlement
Im Februar 1998 fand unter der Beteiligung des Antropology Department der University of Otago, der Southland Museum and Art Gallery und des Department of Conservation eine archäologische Untersuchung des westlichen Uferbereichs des Facile Harbour statt, der als Endeavour Settlement der Jahre 1795 bis 1797 bekannt wurde. Als nach einem Sturm im Oktober 1795 der Kapitän der Endeavour (nicht zu verwechseln mit der Endeavour von Kapitän James Cook), William Wright Bampton, wegen Leckagen am Schiff im Facile Harbour notankern musste, lief das Schiff einige Tage später auf einen Felsen und danach auf Grund. Einige Besatzungsmitglieder, inklusive des Kapitäns, konnten auf dem Begleitschiff der Fancy unterkommen und nach Sydney segeln. 35 Mitglieder der Crew der Endeavour blieben zurück und lebten in der Siedlung bis zu ihrer Rettung im Mai 1797.